# Copa do Brasil (Frauenfußball)
Die Copa do Brasil de Futebol Feminino ist der nationale Fußball-Verbandspokal der Frauen in Brasilien, der vom nationalen Fußballverband Confederação Brasileira de Futebol (CBF) organisiert wird. Seit seiner letzten Austragung in der Saison 2016 ruht sein Wettbewerb.

## Geschichte
Die Copa do Brasil Feminino wurde nach den Erfolgen der brasilianischen Frauennationalmannschaften bei den Olympischen Spielen 2004 in Athen und der Frauenfußball-WM 2007 in China ins Leben gerufen. Es war nach der in den Achtzigerjahren des vorangegangenen Jahrhunderts ausgetragenen Taça Brasil Feminino der zweite Versuch, einen nationalen Fußballwettbewerb für Frauen zu etablieren. Bis zur Einführung einer eigenen Fußballmeisterschaft im Jahr 2013 ist die Copa zunächst auch der einzige nationale Wettbewerb geblieben und stellte somit eine inoffizielle Meisterschaft dar. So haben sich seine Siegerinnen von 2008 bis einschließlich 2013 für den Wettbewerb der Copa Libertadores Femenina qualifiziert. Für den Pokalsieger des Jahres 2016 war wieder ein Qualifikationsplatz für die Copa Libertadores des Folgejahres vorgesehen.
Zur Spielzeit 2017 wurde  der Pokalwettbewerb aus Gründen der Terminplanung abgesagt. Seither war er auch kein Bestandteil des Wettbewerbskalenders der CBF mehr, die sich dafür ganz auf den Spielbetrieb des nationalen Meisterschaftswettbewerbes und der Etablierung seines Ligasystems konzentrierte. Am 17. Januar 2025 gab die CBF die Rückkehr des Pokalwettbewerbes in den Kalender der Saison 2025 bekannt, der fortan parallel zur Meisterschaft ausgetragen werden soll.

## Qualifikation
In den ersten zehn Austragungen der Copa do Brasil Feminino waren alle Sieger der Staatsmeisterschaften der Vorsaison qualifiziert. Die spielstarken Verbände von Rio de Janeiro, Pernambuco und Santa Catarina durften zusätzlich noch ihre Vizemeister und jener von São Paulo noch den Meisterschaftsdritten an den Start schicken. Mit wenigen Ausnahmen wurde das Finale wie in Brasilien üblich in zwei Spielen ausgetragen.
Mit der Reaktivierung des Wettbewerbes 2025 sind alle 64 in den drei Ligen der Meisterschaft vertretene Vereine der jeweiligen Saison zur Teilnahme qualifiziert.

## Finalspiele
| Saison                                                                 | Pokalsieger         | Gesamt          | Finalist           | Hinspiel | Rückspiel |
| ---------------------------------------------------------------------- | ------------------- | --------------- | ------------------ | -------- | --------- |
| 2007                                                                   | Saad EC             | 1:1 (5:4 i. E.) | Botucatu FC        | ---      | ---       |
| 2008                                                                   | Santos FC           | 6:1             | Sport Recife       | 3:1      | 3:0       |
| 2009                                                                   | Santos FC           | 3:0             | Botucatu FC        | ---      | ---       |
| 2010                                                                   | Duque de Caxias FC  | 2:2 (a)         | Foz do Iguaçu FC   | 1:2      | 1:0       |
| 2011                                                                   | Foz Cataratas FC    | 5:0             | Acadêmica Vitória  | 2:0      | 3:0       |
| 2012                                                                   | São José EC         | 5:2             | AD Centro Olímpico | 1:0      | 4:2       |
| 2013                                                                   | São José EC         | 5:1             | Acadêmica Vitória  | 1:1      | 4:0       |
| 2014                                                                   | Ferroviária         | 1:1 (5:4 i. E.) | São José EC        | 1:0      | 0:1       |
| 2015                                                                   | AE Kindermann       | 8:5             | Ferroviária        | 3:3      | 5:2       |
| 2016                                                                   | Corinthians / Audax | 5:3             | São José EC        | 2:2      | 3:1       |
| Wettbewerb zwischen 2017 und 2024 kein Bestandteil des Spielkalenders. |                     |                 |                    |          |           |

### Statistik
| Rang | Verein              | Titel | FT |
| ---- | ------------------- | ----- | -- |
| 1    | São José EC         | 2     | 4  |
| 2    | Santos FC           | 2     | 2  |
| 3    | Ferroviária         | 1     | 2  |
| 3    | Foz Cataratas FC    | 1     | 2  |
| 5    | Saad EC             | 1     | 1  |
| 5    | Duque de Caxias FC  | 1     | 1  |
| 5    | AE Kindermann       | 1     | 1  |
| 5    | Corinthians / Audax | 1     | 1  |
| 9    | Botucatu FC         | /     | 2  |
| 9    | Acadêmica Vitória   | /     | 2  |
| 11   | Sport Recife        | /     | 1  |
| 11   | AD Centro Olímpico  | /     | 1  |

| Rang | Bundesstaat        | Titel | FT |
| ---- | ------------------ | ----- | -- |
| 1    | São Paulo          | 6     | 12 |
| 2    | Paraná             | 1     | 2  |
| 3    | Mato Grosso do Sul | 1     | 1  |
| 3    | Rio de Janeiro     | 1     | 1  |
| 3    | Santa Catarina     | 1     | 1  |
| 6    | Pernambuco         | /     | 3  |

## Torschützenköniginnen
| Saison | Spieler                  | Verein              | Tore |
| ------ | ------------------------ | ------------------- | ---- |
| 2007   | Daniela Alves Lima       | Saad EC             | 14   |
| 2008   | Luciléia Renner          | AE Kindermann       | 8    |
| 2009   | Marta                    | Santos FC           | 18   |
| 2010   | Raquel Lopes de Farias   | Duque de Caxias FC  | 9    |
| 2011   | Thaís Duarte Guedes      | Acadêmica Vitória   | 10   |
| 2012   | Thaís Duarte Guedes      | Acadêmica Vitória   | 7    |
| 2013   | Giovânia Domingas Campos | São José EC         | 10   |
| 2014   | Nenê                     | Ferroviária         | 9    |
| 2014   | Ludmila Barbosa          | Ferroviária         | 9    |
| 2015   | Byanca Brasil            | AE Kindermann       | 9    |
| 2016   | Chú Santos               | Corinthians / Audax | 12   |